# Youssoufa Moukoko
Youssoufa Moukoko (Yaoundé, 20. studenoga 2004.) njemački je nogometaš i reprezentativac kamerunskog podrijetla koji igra na poziciji napadača. Moukoko je završio omladinsku školu Borussije Dortmund, gdje je 2020. godine, sa samo 16 godina, započeo svoju profesionalnu karijeru. Godine 2024. otišao je na posudbu u Nicu. Od 2025. igra za København. Iako je imao priliku igrati za Kamerun, Moukoko je odabrao njemačku reprezentaciju, s kojom je igrao na Svjetskom prvenstvu 2022. u Kataru. Debitirao je u porazu od Japana od 2:1 i s 18 godina i 3 dana postao najmlađi igrač Njemačke na Svjetskom prvenstvu i najmlađi igrač Svjetskog prvenstva u Katru.